# 미궁 블랙 컴퍼니
미궁 블랙 컴퍼니(일본어: 迷宮ブラックカンパニー)는 야스무라 요헤이가 원작한 일본의 만화이다. 맥 가든의 웹 코믹 사이트 『MAGCOMI』에서 2016년 12월 5일부터 발간 개시. 2018년 4월 5일부터는, 병행해서 같은 사의 월간지 『월간 코믹 가든』에 동년 5월호부터 연재가 행해진다.
이세계로 전이된 뒤 블랙 기업에 근무하게 된 주인공이 안정된 니트 생활을 손에 넣기 위해 책모를 꾸미는 모습을 그린 작품으로 그 내용에서 사축적 던전 판타지라고 선전된다.

## 줄거리
일하기 싫은 한마음으로 편안하게 수입을 얻기 위한 노력을 거듭해 네오니트 생활을 구가하고자 했던 니노미야 킨지는 졸지에 아인이 사는 이세계 아무리아로 전이되고 살기 위해 대기업 라이자흐 광업의 노동자로 일해야 한다.말단 인간을 저임금으로 장시간 구속하고 가혹한 노동에 종사하게 하는 검은 현장을 무엇보다 싫어하는 킨지는 다시 네오니트 생활을 얻기 위해 미궁의 마신림이나 같은 반에서 일하는 악어 같은 인재를 멤버로 한 「미궁 블랙 컴퍼니」를 조직해 라이자흐 광업에서의 벼락을 노린다.